# Abel Santamarías internationella flygplats
Abel Santamarías internationella flygplats är en flygplats i Kuba.   Den ligger i kommunen Municipio de Santa Clara och provinsen Provincia de Villa Clara, i den centrala delen av landet, 260 km öster om huvudstaden Havanna. Abel Santamarías internationella flygplats ligger 101 meter över havet.
Terrängen runt Abel Santamarías internationella flygplats är platt, och sluttar österut. Runt Abel Santamarías internationella flygplats är det ganska tätbefolkat, med 239 invånare per kvadratkilometer. Närmaste större samhälle är Santa Clara, 10,5 km söder om Abel Santamarías internationella flygplats. Trakten runt Abel Santamarías internationella flygplats består till största delen av jordbruksmark.